# Citharinidae
Citharinidae es una familia de peces actinopterigios  de agua dulce, del orden de los Characiformes. Son originarios de África.

## Géneros
Actualmente hay tres géneros reconocidos en esta familia:
- Citharidium (Boulenger, 1902)
- Citharinops (Pellegrin, 1919)
- Citharinus (G. Cuvier, 1817)